# Comé
Comé je grad u beninskom departmanu Mono. Nalazi se 13 km istočno od togoanske granice i isto toliko od Atlantskog oceana. Leži na jezeru Ahéme.
Prema popisu iz 2002. godine, Comé je imao 29.069 stanovnika.